# Pipile
Pipile Bonaparte, 1856 è un genere di uccelli galliformi della famiglia Cracidae.

## Tassonomia
Il genere comprende le seguenti specie:
- Pipile pipile (Jacquin, 1784) - guan fischiatore di Trinidad
- Pipile cumanensis (Jacquin, 1784) - guan fischiatore golablu
- Pipile grayi (Pelzeln, 1870) - guan fischiatore golabianca
- Pipile cujubi (Pelzeln, 1858) - guan fischiatore golarossa
- Pipile jacutinga (von Spix, 1825) - guan fischiatore frontenera